# Rotary International
Rotary International (RI) ist die Dachorganisation der Rotary Clubs (RC) und Rotaract Clubs (RACs). Dabei handelt es sich um international verbreitete Service-Clubs, zu denen sich Angehörige verschiedener Berufe unabhängig von politischen und religiösen Richtungen zusammengeschlossen haben. Als seine Ziele nennt Rotary humanitäre Dienste, Einsatz für Frieden und Völkerverständigung sowie Dienstbereitschaft im täglichen Leben. Im deutschsprachigen Raum nennen sich die Mitglieder Rotarier bzw. Rotarierinnen. Die Clubs werden auch als soziales und berufliches Netzwerk genutzt.

## Begriff und heutige Präsenz
Der Name Rotary (englisch für rotierend, drehend) erwuchs ursprünglich aus dem wöchentlich wechselnden Treffpunkt der Mitglieder; heute entspricht ihm der Brauch, die meisten Ämter im Club normalerweise jährlich neu zu besetzen. Gegründet im Jahr 1905, ist Rotary unter den Service-Clubs der älteste und einer der größten. Laut Rotary sind in 200 Staaten insgesamt rund 1,2 Millionen Menschen Mitglied in über 46.000 Rotary Clubs. Hinzu kommen rund 11.000 Rotaract Clubs mit ca. 250.000 Mitgliedern, die seit 2022 den Rotary Clubs gleichgestellt sind. Insgesamt sind somit ca. 1,45 Millionen Menschen in ca. 57.000 rotarischen Clubs organisiert. Deutschland hat 1.151 Rotary Clubs mit insgesamt ca. 58.656 Mitgliedern und 200 Rotaract Clubs mit 3.300 Mitgliedern (ab 18 Jahre). (Stand: Dezember 2024).

## Geschichte

### Gründung
Den ersten Rotary Club gründete der Rechtsanwalt Paul Harris (1868–1947) in Chicago am 23. Februar 1905 mit drei Freunden, dem Kohlenhändler Sylvester Schiele, dem deutsch-amerikanischen Bergbauingenieur und Freimaurer Gustave Loehr sowie dem Konfektionär Hiram Shorey. Die Gründungsmitglieder wählten Schiele zum Präsidenten des Clubs und den Drucker Harry Ruggles zum Schatzmeister.
Mit dem Zusammenschluss soll Harris das Ziel verfolgt haben, in der Großstadt eine ähnlich stabile und vielseitige Wertegemeinschaft zu schaffen, wie er sie als Kind auf dem Land erlebt hatte, wo jeder entsprechend seinen Fähigkeiten andere nach Möglichkeit unterstützte. Der noch befolgte Grundsatz einer „Gemeinschaft von Berufsleuten“ galt von Anfang an. Paul Harris selbst war kein Freimaurer.
Der erste Rotary Club (RC) außerhalb der USA wurde 1910 in Winnipeg (Kanada) gegründet. 1911 folgten die ersten europäischen Clubs in London, Dublin und Belfast. Der erste Club in Lateinamerika war der 1916 gegründete RC Havanna (Kuba). 1918 folgte der erste südamerikanische Club in Montevideo (Uruguay). Die ersten asiatischen Clubs wurden 1919 in Manila (Philippinen), Kalkutta (Indien) und Shanghai (China) gegründet. Der erste Club in Afrika war der 1921 gegründete RC Johannesburg (Südafrika). Im selben Jahr wurden in Melbourne, Sydney und Wellington auch die ersten Clubs in Australien und Ozeanien gegründet.
In Kontinentaleuropa breitete sich Rotary systematisch von West nach Ost aus. Es begann 1920 mit dem RC Madrid (Spanien). 1921 folgten der RC Paris (Frankreich) und in Kopenhagen (Dänemark) der erste Club in Skandinavien. Der RC Amsterdam (Niederlande) war 1922 der erste Club in Benelux und 1923 wurde mit dem RC Mailand der erste Club in Italien gegründet. Der erste Club im deutschsprachigen Raum wurde 1924 in Zürich (Schweiz) gegründet. Ein Jahr später wurde am selben Ort das RI-Büro für Kontinentaleuropa eröffnet.
1925 wurden in den drei großen Metropolen der ehemaligen Habsburgermonarchie, Wien (Österreich), Budapest (Ungarn) und Prag (Tschechoslowakei) die ersten Clubs gegründet.

### Rotary im Deutschen Reich (1927–1932)
Das Deutsche Reich galt erst nach dem Beitritt zum Völkerbund 1926 als rehabilitiert. Der erste deutsche Klub konnte daher erst am 7. Oktober 1927 in Hamburg gegründet werden. Gründungspräsident war Altkanzler Wilhelm Cuno. Die zweite deutsche Klubgründung erfolgte im Dezember 1927 in Frankfurt am Main. Die ehemaligen Residenzstädte des Deutschen Kaiserreichs wurden wegen der Kriegsschuldfrage bewusst nachgereiht. Die Reichshauptstadt Berlin bekam erst 1929 ihren ersten Rotary Klub. Im selben Jahr wurde auch ein eigener Rotary-Distrikt für alle deutschen und österreichischen Rotary Clubs mit der Nr. 73 gegründet. Ende 1932 gab es 35 Clubs mit ca. 1.700 Mitgliedern (mit durchschnittlich 49 Mitgliedern je Klub).
1929 wurden mit Belgrad und Zagreb auch die ersten Clubs in Jugoslawien gegründet. 1931 folgte mit dem RC Warschau der erste Club in Polen und 1933 mit dem RC Riga (Lettland) der erste Club im Baltikum. In der Sowjetunion war Rotary von Anfang an verboten.

### Rotary in der Zeit des Nationalsozialismus (1933–1937)
Bereits zu Beginn der nationalsozialistischen Herrschaft in Deutschland schlossen einige, wie der Rotary Klub München, wenn auch nicht alle deutschen Rotary Klubs, ihre jüdischen Mitglieder aus. Andernorts wurde jüdischen oder anderweitig nicht erwünschten Mitgliedern der Austritt „nahegelegt“, andere verließen Rotary oder das Land aus eigenem Antrieb. Zu den „verlorenen“, tatsächlich aber ausgeschlossenen Mitgliedern zählte beispielsweise Thomas Mann oder Konrad Adenauer. Vielerorts hatten Rotary-Klubs allerdings schon vor 1933 keine „Juden und Marxisten“ als Mitglieder. Rotary Deutschland schrumpfte im Jahr 1933 von 1700 auf 1200 Mitglieder. Der nationalsozialistischen Führung war Rotary wegen ihrer internationalen Organisation dennoch suspekt.
Günther Beindorff, Mitinhaber der Firma Günther Wagner (Pelikan), war von 1924 bis Mai 1933 Mitglied der Hannoverschen Freimaurerloge „Zum schwarzen Bär“. Er trat 1932 in den RK Hannover ein und war 1935/36 dessen Präsident. 1936 wurde er zum Obmann für den Jugendtausch des Distriktes 73 von Governor Schneiderhahn berufen. Da er im Jahre 1937 auf einer Gestapo Liste immer noch verdächtigt wurde, Freimaurer zu sein, gab er sein Amt als Leiter der Zentralstelle für Jugendaustausch im 73. Distrikt am 7. September 1937 an Governor Hugo Grille zurück.
Zu den Rotariern zählten damals auch 150 Freimaurer, die nach dem Verbot der Freimaurerei vom 17. August 1935 als Mitglieder der Rotary-Klubs gehalten wurden. 1937 waren immer noch 115 passive und ehemalige Freimaurer unter den Rotariern.
Obwohl internationale Rotarier der deutschen Staatsführung versichert hatten, Rotary sei nicht politisch aktiv und nehme auf Regierungsangelegenheiten keinen Einfluss, wurde Beamten und NSDAP-Mitgliedern die Doppelmitgliedschaft bei Rotary ab 1. Januar 1938 untersagt. Einige deutsche Rotary Klubs nahmen an, sie könnten die nationalsozialistische Regierung durch Anpassung beeinflussen. Der Governor Hugo Grille gab in einer Denkschrift vom 13. August 1937 an den Reichsinnenminister Wilhelm Frick eine Unterwerfungserklärung für die Klubs ab. Die beinhaltete 1. die Erklärung unbedingter Treue zu Adolf Hitler, 2. die Zusage, keine „Juden“ im Klub zu dulden, 3. alle von der obersten Parteiführung geäußerten Wünsche zu erfüllen, 4. die Bitte, ein hohes Parteimitglied mit der Führung des Klubs zu betrauen und 5. die Bereitschaft, alle zukünftigen Entscheidungen der Klubs vorher der Reichsführung zur Genehmigung vorzulegen. Die Reichsregierung ging auf dieses Angebot nicht ein.
Bei der außerordentlichen Distriktversammlung vom 4. September 1937 in Berlin beschlossen die deutschen Klubs, bis auf drei Ausnahmen, sich bis zum 15. Oktober 1937 selbst aufzulösen. Governor Hugo Grille teilte der Gestapo am 28. Oktober 1937 mit, dass sich zum 15. Oktober 1937 alle 43 reichsdeutschen Rotary-Klubs mit 1082 Mitgliedern incl. des RK Danzig aufgelöst haben. Damit entgingen sie einem möglichen Verbot bzw. einer Gleichschaltung. In Österreich erfolgte die Auflösung am 18. März 1938 etwa eine Woche nach dem Anschluss Österreichs. Bis zum Jahr 1937 waren alle Rotary Clubs in Deutschland und Österreich in einem gemeinsamen Distrikt mit der Nr. 73 organisiert. Dieser Distrikt umfasste insgesamt 44 Clubs in Deutschland und 11 Clubs in Österreich.
Mitgliedern von Rotary-Klubs, wie August Reuss, wurde jedoch aufgrund ihrer Mitgliedschaft der Eintritt in die NSDAP verwehrt.

### Rotary im Nachkriegsdeutschland
Nach der Auflösung 1937 trafen sich die Freunde, zwar unter externer Überwachung, aber toleriert, in sog. Freundeskreisen, die bis Anfang 1945 aufrechterhalten wurden und während der Besatzungszeit wieder auflebten. Diese Clubs der Freunde wurden nunmehr mit „C“ geschrieben (CdF), um mit der Abkürzung "KdF" (Kraft durch Freude) des Naziregimes ja nicht in Verbindung gebracht zu werden.
Als erster Club der Bundesrepublik erhielt der RC Frankfurt am 27. April 1949 seine Charterurkunde. Im Jahr 1958 gab es insgesamt drei Distrikte in der Bundesrepublik, die Zahl wuchs auf 8 Distrikte im Jahr 1975 bzw. 11 Distrikte im Jahr 1985 an. Ab 1968 wurden in Deutschland die ersten Rotaract Clubs gegründet. Vom 7. bis 10. Juni 1987 fand die World Convention von Rotary International in München (Olympiazentrum) und damit erstmals in Deutschland statt. Im Jahr 1989 gab es in Westdeutschland insgesamt 543 Clubs mit 24.787 Mitgliedern.

### Rotary in Deutschland seit 1990
Der 1929 gegründete Club in Leipzig wurde nach dem Fall der Mauer 1989 am 27. März 1990 vom RC Nürnberg wieder gegründet. Der Rotary Club in Dresden, der ursprünglich 1928 gegründet worden war, wurde als einer der ersten in den neuen Bundesländern am 17. Juni 1990 wieder gegründet. Der erste neue Club entstand in der sächsischen Stadt Freiberg am 24. März 1990.
Der deutsche Governor-Rat benannte für die anstehenden Aufgaben vier westdeutsche Leitdistrikte, denen bestimmte Regionen in den neuen Bundesländern zugeteilt wurden. Für die Ausbreitung von Rotary war dies hilfreich, da in den neuen Bundesländern keine neuen Distrikte gegründet werden mussten, sondern die Clubs/Distrikte der alten Bundesländer Hilfestellung gaben und ihr Know-how vermittelten: Der 1995 neu gegründete Distrikt 1940 umfasst neben Brandenburg und Mecklenburg-Vorpommern auch ganz Berlin und einen Teil von Schleswig-Holstein. Der Distrikt 1800 (östliches und südliches Niedersachsen) erweiterte sich um Sachsen-Anhalt. Sachsen und Thüringen wurden zunächst dem neuen Distrikt 1880 (Oberpfalz und Franken) zugeordnet. Dieser wurde dann 1993 vertikal geteilt, sodass jeweils schon die bisherigen „alten“ mit den neuen Clubs in einem Distrikt zusammengefasst sind: Danach war dem Distrikt 1880 (Nord-Ost-Bayern mit der Oberpfalz, den östlichen Teilen von Ober- und Mittelfranken) Sachsen zugeordnet und dem neuen Distrikt 1950 (westliche Teile Ober- und Mittelfrankens, Unterfranken) wurde Thüringen zugeordnet.
In den Folgejahren nahm die Zahl der Mitglieder und damit auch der Clubs zu. Bis zum Jahr 2000 wuchs die Zahl der Distrikte auf 14 an, und 2013 erfolgte eine Neuaufteilung in 15 Distrikte. Im Jahre 2013 wurde der größte deutsche Distrikt 1840 (Südbayern) mit seinen 108 Clubs in die zwei Distrikte 1841 und 1842 mit jeweils 54 Clubs aufgeteilt.
Vom 1. bis 5. Juni 2019 kamen 25.000 Gäste aus 170 Ländern zur World-Convention nach Hamburg, auf der Holger Knaack als erster deutscher Präsident von Rotary International für das Jahr 2020/21 gewählt wurde. Für die Tätigkeit als Präsident von Rotary International wurde Holger Knaack im Jahr 2023 das Bundesverdienstkreuz am Bande verliehen.
In Deutschland sind Ende 2024 58.656 Mitglieder in 1.151 Clubs und 15 Distrikten organisiert. Seit 2021 bilden die norddeutschen Distrikte die Zone 15 und die süddeutschen Distrikte gemeinsam mit der Schweiz und Liechtenstein die Zone 16.

### Rotary in Österreich
1956 wurde für Österreich ein eigener Distrikt mit der Nr. 99 eingerichtet, der nur ein Jahr später im Zuge einer Umstellung auf dreistellige Distriktnummern in 181 umbenannt wurde. 1977 bekam der österreichische Distrikt dann im Zuge einer weiteren Neunummerierung die Nr. 191. 1980 wurde der österreichische Distrikt schließlich geteilt: 191 umfasste fortan Ost- und Südösterreich mit den Bundesländern Wien, Niederösterreich, Steiermark, Kärnten und dem Burgenland. 192 umfasste Nord- und Westösterreich mit den Bundesländern Oberösterreich, Salzburg, Tirol und Vorarlberg. Nach dem Zusammenbruch des kommunistischen Ostblocks und der Wiederzulassung von Rotary in Osteuropa erfolgte 1991 die Umstellung auf vierstellige Distriktnummern: Aus 191 wurde 1910 und aus 192 wurde 1920. Der Distrikt 1910 wurde um Ungarn und die Teilstaaten des ehemaligen Jugoslawien erweitert und der Distrikt 1920 um die Tschechoslowakei. Aufgabe und Ziel war die Wiedererrichtung rotarischer Netzwerke in den betroffenen Ländern. 2007 wurde für Ungarn ein eigener Distrikt mit der Nr. 1911 eingerichtet und 2009 der Distrikt 2240 für alle Clubs in Tschechien und der Slowakei. 2011 erhielt schließlich Slowenien den Distrikt 1912 und Kroatien den Distrikt 1913. Nach diesen Trennungen sind nur noch die Clubs in Bosnien-Herzegowina beim Distrikt 1910 verblieben, der mittlerweile über 100 Clubs (95 in Österreich und 14 in Bosnien-Herzegowina) mit über 5.000 Mitgliedern umfasst. Im Distrikt 1920 gibt es 70 Clubs mit rund 3.700 Mitgliedern. Für die Verwaltung der beiden österreichischen Distrikte wurde jeweils ein Rotary Verwaltungsverein (RVV) gegründet.

### Rotary in der Schweiz
1924 wurde in Zürich der erste Rotary-Club im deutschsprachigen Raum gegründet. 1925 folgten bereits weitere Clubs in Luzern, Basel und Bern und ich Zürich wurde das RI-Büro für Kontinentaleuropa eröffnet. Innerhalb von fünf Jahren wurden in der Schweiz 19 Clubs gegründet, vornehmlich in den Städten, aber auch in Nobelkurorten wie St. Moritz. Die Boomjahre des Rotary-Clubs in der Schweiz waren aber nach dem Zweiten Weltkrieg, als sich der Rotary-Gedanke auch in kleineren Städten auszubreiten begann. Zwischen 1946 und 1965 wurden 50 weitere Clubs gegründet.

### Rotary und der Vatikan
Von Anfang an wurde Rotary vom Vatikan mit den Freimaurern in Verbindung gebracht. Nachdem diese in zwei Enzykliken schon 1738 (Enzyklika "In Eminenti") und 1884 (Enzyklika "Humanum genus") vom Vatikan verdammt wurden, stand die katholische Kirche Rotary zunächst skeptisch (1929: Mitgliedschaft für Priester nicht zweckdienlich) später bis Anfang der 60er Jahre sogar kritisch gegenüber und verbot am 20. Dezember 1950 seinen Priestern sogar die Mitgliedschaft. Erst unter Papst Johannes XXIII. und seinen Nachfolgern normalisierte sich dieses Verhältnis. Seitdem wurden auch katholische Priester, Patres, Bischöfe und Kardinäle Mitglieder von Rotary. Papst Franziskus war sogar Ehrenmitglied des RC Buenos Aires und unterstützte die Polio-Aktion von Rotary.

### Staaten des Warschauer Pakts
In den europäischen Staaten unter sowjetischer Vorherrschaft – so auch in der DDR – waren die Clubs wegen ihrer Zusammenarbeit mit den Freimaurerlogen und wegen zahlreicher anderer internationaler Beziehungen vornehmlich zu den USA und westlichen Ländern verboten. 1989 wurden die ersten Clubs in Budapest und Warschau wiedergegründet.

## Rotary aktuell

### Selbstverständnis
Rotary bildet ein weltweit aktives, sozial engagiertes Netzwerk. Das Rotary-Verfahrenshandbuch aus dem Jahr 2001 beschreibt eine „Weltgemeinschaft von Berufsleuten“. Der Wahlspruch der Rotarier lautet: Service above self (selbstloses Dienen).

„Das Ziel von Rotary besteht darin, das Ideal des Dienens als Grundlage des Geschäfts- und Berufslebens zu fördern, indem seine Mitglieder:
1. freundschaftliche Beziehungen entwickeln, um sich anderen nützlich zu erweisen
2. hohe ethische Grundsätze im Geschäfts- und Berufsleben verwirklichen, den Wert jeder nützlichen Tätigkeit anerkennen und die berufliche Tätigkeit jedes Rotariers als Möglichkeit zum Dienst an der Gesellschaft würdigen
3. das Dienstideal in der privaten, beruflichen und öffentlichen Tätigkeit jedes Rotariers verwirklichen
4. Völkerverständigung und Frieden durch eine im Ideal des Dienens vereinte Weltgemeinschaft aus beruflich erfolgreichen Frauen und Männern fördern.“

Jeder Rotarier soll sein Verhalten nach der 4-Fragen-Probe ausrichten.
1. Ist es wahr?
2. Ist es fair für alle Beteiligten?
3. Wird es Freundschaft und guten Willen fördern?
4. Wird es dem Wohl aller Beteiligten dienen?

### Gemeinnützige Projekte
Schwerpunktbereiche der Rotary Foundation
Die Rotary Foundation, eine internationale gemeinnützige Stiftung, fördert Projekte von Rotary Clubs und Distrikten in sieben Schwerpunktbereichen, wobei Rotary-Clubs die Möglichkeit haben, auch eigene Akzente zu setzen. Zu diesen Bereichen zählen:
1. Frieden und Konfliktprävention/-lösung: Rotary fördert Projekte zur Konfliktbewältigung und Völkerverständigung. Seit 2002 werden "Peace Scholars" durch Stipendien unterstützt, um an renommierten Universitäten in Friedens- und Konfliktforschung ausgebildet zu werden. Die Projekte umfassen Schulungen für Führungskräfte in Konfliktregionen sowie humanitäre Maßnahmen für benachteiligte Gruppen.
2. Krankheitsvorsorge und -behandlung: Ziel ist die Verbesserung der Gesundheitsinfrastruktur in Krisengebieten durch die Bereitstellung von medizinischen Ressourcen und die Ausbildung von Fachpersonal. Die Bevölkerung wird zudem über Präventionsmöglichkeiten informiert. In diesem Bereich wurden von Juni 2023 bis Juli 2024 durch die Rotary Foundation Projekte die meisten Projekte Global Grant Projekte finanziert mit einem Umfang von rund 40 Millionen USD.[34] Des Weiteren gehören die Projekte zur Ausrottung von Polio in diese Kategorie.
3. Gesundheitsfürsorge für Mutter und Kind: Rotary engagiert sich für die medizinische Versorgung und Bildung von Müttern und Kindern, insbesondere in Afrika und Asien, um Frauen bei selbstbestimmten Entscheidungen zur Familienplanung zu unterstützen. Dies trägt zur Verringerung der Mütter- und Kindersterblichkeit bei.
4. Wasser und Hygiene: Sauberes Wasser und sanitäre Anlagen sind entscheidend für Gesundheit und Hygiene. Rotary unterstützt den Zugang zu Trinkwasser und die Abwasserentsorgung, zudem arbeitet die Organisation mit dem UNESCO-Institute for Water Education (IHE) zur Ausbildung von Wasserexperten zusammen.
5. Elementarbildung, Lesen und Schreiben: Rotary setzt sich weltweit für Grundbildung ein, sowohl in Entwicklungsländern als auch in Industrieländern, wo Probleme wie funktionaler Analphabetismus zunehmend auftreten.
6. Wirtschafts- und Kommunalentwicklung: Projekte in diesem Bereich zielen auf die Armutsbekämpfung durch Förderung der Landwirtschaft und des Unternehmertums ab. Frauen und Jugendliche sind wichtige Zielgruppen, da ihre wirtschaftliche und soziale Teilhabe zur Stabilisierung ihrer Gemeinschaften beiträgt.
7. Umweltschutz: Seit 2020 fördert Rotary auch Umweltprojekte, um nachhaltige Verbesserungen im ökologischen Bereich zu unterstützen.

#### PolioPlus
Im „Kampf“ gegen Kinderlähmung (Polio) begann Rotary 1979 zunächst ein auf fünf Jahre angelegtes Projekt zur Verbreitung der Schluckimpfung. Das Programm erreichte sechs Millionen Kinder auf den Philippinen. 1985 dehnte Rotary International das Programm unter dem Namen PolioPlus weiter aus: Alle Kinder der Welt sollten bis zum hundertjährigen Jubiläum Rotarys im Jahr 2005 gegen Kinderlähmung geimpft sein. Mit seinem weltumspannenden Netz von ehrenamtlichen Helfern unterstützt Rotary die Bemühungen zur Ausrottung der Kinderlähmung vor Ort. Rotarier helfen bei der Verteilung des Impfstoffs, der Mobilisierung der Bevölkerung und logistischen Organisation der Impfaktionen. PolioPlus wird in Zusammenarbeit mit der Weltgesundheitsorganisation (WHO), dem Kinderhilfswerk der Vereinten Nationen (UNICEF), den Gesundheitsbehörden der USA (CDC) und den nationalen Gesundheitsministerien betrieben. Seit dem Start der Globalen Initiative zur Ausrottung von Polio 1988 wurden mehr als 2,5 Milliarden Kinder geimpft, die Zahl der an Polio erkrankten Menschen ist um 99,9 Prozent zurückgegangen, 0,99 Mio. poliobedingte Todesfälle wurden verhindert und zwei der drei Typen des wilden Polio-Virus wurden ausgerottet.
Die Poliokampagne profitiert von einer Partnerschaft, die Rotary International mit der Bill & Melinda Gates Foundation eingegangen ist. Gegenstand sind Finanzmittel in Höhe von 200 Millionen US-Dollar, die beide Seiten im November 2007 zu gleichen Teilen aufbrachten. Im Januar 2009 kündigte Bill Gates weitere 255 Millionen US-Dollar Spende für das Polio-Programm von Rotary International an, verbunden mit der Erwartung, dass Rotary seinerseits wiederum bis 2012 nochmals 100 Millionen US-Dollar dazusteuert. Insgesamt beläuft sich das Spendenaufkommen beider Organisationen allein von 2007 bis 2012 also auf 555 Millionen US-Dollar.
Die Mitglieder der Rotary Clubs in aller Welt haben bisher (bis 2024) über 2,6 Milliarden Dollar an Spenden für Impfungen und Investitionen in die medizinische Infrastruktur zur Verfügung gestellt, die unzähligen Arbeitsstunden der bis zu 10 Millionen freiwilligen Helfer nicht mitgerechnet.
Damit verbunden ist der Rotary nahestehende Deckel drauf e. V. mit Sitz in Nürnberg, welcher bundesweit von 2014 bis 2019 Kunststoffschraubverschlüsse, welche im Normalfall aus Polypropylen (PP) und High-Density-Polyethylen (HDPE), einer Art des Polyethylens (PE) bestehen, sammelte und verkaufte, wobei der Gewinn komplett an das Projekt PolioPlus ging. Der Gewinn von ca. 500 Deckeln, was ungefähr einem Kilogramm entspricht, ermöglichte eine Schluckimpfung mit dem Polioimpfstoff, welche im Zeitraum jeweils rund 50 US-Cent kostete. Der Verein an sich finanziert sich rein durch Mitgliedsbeiträge und erfüllt die Standards der Initiative Transparente Zivilgesellschaft. Von der Gründung des Vereins im August 2014 bis zum April 2019 konnten über 1.105 Tonnen Deckel gesammelt werden. Da die Bill & Melinda Gates Foundation den gesammelten Betrag jeweils verdreifachte, konnten so insgesamt über 3.315.000 Schluckimpfungen durchgeführt werden. An einzelnen Standorten wird das Projekt außerhalb des Vereins weitergeführt.
In zwei Ländern, Afghanistan (25 Fälle im Jahr 2024) und Pakistan (70 Fälle im Jahr 2024), ist Polio noch endemisch. Im Jahr 2024 erinnerten erhöhte Fallzahlen von Polio-Wildviren und der erste Fall von paralytischer Polio in Gaza seit 25 Jahren daran, dass die Krankheit bis zu ihrer vollständigen Ausrottung überall eine Bedrohung für Kinder darstellt.

#### Schüleraustausch
Rotary International betreibt eines der größten nichtstaatlichen Jugendaustauschprogramme. Der erste Austausch, der sich das Rotarynetzwerk zunutze machte, war vermutlich die Organisation eines Austauschs vom Club Kopenhagen im Jahre 1929. Seit etwa 1965 ist Youth Exchange offizieller Bestandteil des Rotaryprogramms.
Das Austauschprogramm ist nicht auf Kinder von Rotariern begrenzt, sondern steht allen Schülerinnen und Schülern offen. So ist die Mehrheit der Teilnehmer nicht über einen Verwandten mit Rotary in Kontakt gekommen. Wer teilnehmen darf und wohin der Austausch geht, entscheidet Rotary in den einzelnen Clubs und auf der übergeordneten Ebene der Distrikte.
Ein Rotary Club, der sich entschließt, einen Schüler aus seinem Distrikt für einen Auslandsaufenthalt zu empfehlen, muss sich im Gegenzug dazu bereit erklären, ebenfalls ausländische Austauschschüler (Inbound) zu beherbergen. Dieses Prinzip trägt dazu bei, die Kosten für Rotary und die Austauschschüler zu senken. Die Familie des ausgesandten Schülers (Outbound) muss nur die Flugkosten, die Versicherungsprämien und die Visumsgebühren tragen. Vor Ort im Gastland wird der Austauschschüler durch die Gastfamilie, den Jugenddienstbeauftragten des Clubs (YEO) und einen vom Club gewählten Ansprechpartner (Counselor) betreut, der sich des Austauschschülers während des gesamten Jahres annimmt. Teilweise wird diese betreuende Funktion aber auch von Rotex-Vereinen übernommen. In diesen Vereinen schließen sich unter der Schirmherrschaft von Rotary auf Distriktsebene Rebounds, also ehemalige Austauschschüler, zusammen. Rotex-Vereine betreuen die Jugendlichen auf selber organisierten Veranstaltungen. So wird die Verständigung unter den Austauschschülern gefördert und der Einstieg in bestehende soziale Netzwerke durch Ansprechpartner erleichtert.

#### MINE-EX
In der Schweiz fördern viele Rotarier seit 1996 in enger Zusammenarbeit mit dem Internationalen Komitee vom Roten Kreuz (IKRK) das Projekt „MINE-EX“, das Minenopfern in Kambodscha hilft. Jährlich werden dem IKRK für diesen Zweck 500.000,- SFr. zur Verfügung gestellt. Insgesamt wurden in den vergangenen zehn Jahren im erwähnten Land mehr als 30.000 Minenopfer mit Prothesen ausgerüstet und betreut.

#### Berufsinformation
Einige Rotary Clubs in Deutschland betreiben eine Berufs- und Praktikumsinformation. In Schulen, bei Berufsbildungsmessen und eigenen Veranstaltungen berichten Rotarier über ihre Erfahrungen aus dem Berufsleben und stellen – sofern vorhanden – Praktikums- und Ausbildungsplätze zur Verfügung.

#### Internationaler Rotary-Musikwettbewerb
Von 2002 bis 2022 fand jährlich der Internationale Rotary-Musikwettbewerb für Kinder im Alter von 8 bis 12 Jahren in Moskau statt und wurde vom Rotary Club Moscow International organisiert. Von 2005 bis 2015 war der Wettbewerb Mitglied der Europäischen Union der Musikwettbewerbe für die Jugend (EMCY).

## Struktur

### Aufbau
Rotary besteht an der Basis aus lokalen oder regionalen Clubs. Jeweils ungefähr 50 bis 100 Rotary Clubs und die Rotaract Clubs sind zu einem Distrikt zusammengefasst, die Distrikte wiederum sind in weltweit 34 Zonen organisiert. An der Spitze eines Distrikts steht der jeweils für ein Jahr gewählte Governor, der von Rotary International auf sein Amtsjahr vorbereitet wird. Der Governor stellt das Bindeglied zwischen dem Hauptsitz von Rotary International und den einzelnen Clubs dar. Die Governorwahl unterscheidet sich zwischen den Distrikten, in den meisten Distrikten können Rotary Clubs einen Governor nominieren und ein Nominierungsausschuss bestimmen, dann den Governor. Die deutschen Governors sind Mitglied im Deutschen Governorrat (DGR), der die Kommunikation unter den Governors zum gegenseitigen Austausch erleichtern soll, aber keine Entscheidungskompetenz für die Clubs hat. Im Distrikt vor Ort unterstützt ein Distriktbeirat den Governor bei der Umsetzung der Ziele von Rotary International und der Organisation von Schulungsveranstaltungen für die Clubs in seinem Distrikt.
Die deutschen Rotaract Clubs sind in 15 Distrikten zusammengefasst, die den rotarischen Distrikten entsprechen. Die Rotaract Clubs wählen jährlich einen Distriktsprecher, der die Kommunikation zwischen den Rotaract Clubs fördert und den Distrikt im Vorstand des Rotaract Deutschland e. V., dem Rotaract Deutschland Komitee (RDK), vertritt. Der Distriktsprecher ist zudem Mitglied im Distriktbeirat des jeweiligen Distrikts und vertritt dort die Interessen der Rotaract Clubs.
Von 1929 bis 1937 waren alle Rotary Clubs in Deutschland und Österreich in einem gemeinsamen Distrikt mit der Nr. 73 organisiert. Dieser umfasste insgesamt 44 Clubs in Deutschland und 11 Clubs in Österreich. Seit 2013 gibt es in Deutschland 15 Distrikte, in Österreich 2 Distrikte und in der Schweiz mit Lichtenstein 3 Distrikte.

### Mitglieder
Um das Ziel einer „Gemeinschaft von Berufsleuten“ zu erreichen, strebt Rotary danach, möglichst viele qualifizierte Berufskräfte zu umfassen. Aus diesem Grund sind pro Club höchstens fünf Angehörige derselben Berufsklasse zugelassen. Die Berufsvielfalt in den Clubs und deren Autonomie (im Rahmen der Verfassung und Satzung von Rotary International) gehört nach Aussagen der Rotarier zu den Hauptgründen für den Fortbestand und Erfolg ihrer Organisation.
Als Folge von Gerichtsprozessen in den USA sind Frauen als Mitglieder seit dem Jahr 1989 willkommen. Weltweit waren 2003 von insgesamt 31.256 Rotary Clubs 21.554 gemischte Clubs, was einem Anteil von 69 Prozent entspricht. Im deutschsprachigen Raum lag der Mitglieder-Frauenanteil 2024 bei 15 %, rund zehn Prozent der Clubs nahmen keine Frauen auf.
In Deutschland sind Ende 2024 58.656 Mitglieder in 1.151 Clubs und 15 Distrikten organisiert. In der Schweiz und Liechtenstein gibt es drei Distrikte mit 220 Clubs und ca. 13.795 Mitgliedern, in Österreich ca. 10.100 Mitglieder in 220 Clubs und 2 Distrikten.
Tabelle (Stand Ende 2024, weltweit Ende 2023)
| Bereich        | Mitglieder   | Clubs      | Distrikte |
| -------------- | ------------ | ---------- | --------- |
| Deutschland    | 58.656       | 1.151      | 15        |
| Österreich (1) | 10.100       | 219        | 2         |
| Schweiz (2)    | 13.795       | 220        | 3         |
| weltweit       | ca. 1,2 Mio. | ca. 46.000 | 538       |

1) incl. 38 Clubs in Bosnien und Herzegowina
2) incl. Lichtenstein

### Mitgliedschaft
Ein Rotary Club trifft sich in der Regel wöchentlich in seinem Clublokal, um Vorträge zu aktuellen Themen oder aus dem speziellen Berufsfeld eines Mitglieds zu hören. Es wird von jedem Rotarier erwartet, dass er sich an diesem Vortragswesen aktiv beteiligt. Die Mitglieder sollen nach Möglichkeit an mindestens der Hälfte aller Treffen teilnehmen. In diesem Sinn gibt es eine Präsenzpflicht. Sie gilt als Voraussetzung für den Zusammenhalt im Club. Mitglieder, die beruflich stark eingespannt sind und so nicht zu jedem Anlass kommen können, können sich von der Präsenzpflicht befreien lassen. Allerdings kann ein Rotarier seiner Präsenzpflicht auch als Gast in jedem anderen Rotary Club oder Rotaract Club (z. B. während einer Reise) nachkommen.
Frauen waren als Mitglieder lange Zeit nicht zugelassen. Ab den 1970er Jahren begannen einzelne Clubs eigenmächtig, Frauen aufzunehmen. Dies führte zum Ausschluss eines dieser Clubs aus Rotary International, wogegen dieser gerichtlich vorging und eine Entscheidung kalifornischer Gerichte erwirkte, die auf Grundlage kalifornischer Antidiskriminierungsgesetze die Wiederaufnahme des ausgeschlossenen Clubs anordnete und die Geschlechtsbegrenzungen bei der Mitgliedschaft untersagte. Der Rechtsstreit endete letztinstanzlich im Jahr 1987 mit einem Unterliegen von Rotary International vor dem Obersten Bundesgericht der USA. Im Zuge dieses Urteils wurde die Mitgliedschaft generell für Frauen geöffnet, es existieren allerdings noch reine Männerclubs, beispielsweise in Hamburg.

### Aufnahme
Jeder einzelne Rotary-Club ist frei, die Voraussetzungen für die Mitgliedschaft eigenständig festzulegen. Man kann einem Rotary-Club jedoch nicht selbst beitreten, sondern muss sich bewerben oder wird von Mitgliedern des Clubs zur Aufnahme vorgeschlagen. Daran schließt sich ein Aufnahmeverfahren an, das zumeist von einem Aufnahmeausschuss geleitet wird. Nach einem positiven Votum des Aufnahmeausschusses und des Vorstandes wird ein Kandidat in den Club aufgenommen, wenn die Clubmitglieder keinen berechtigten Einspruch dagegen erheben und er die Mitgliedschaft nicht selbst ablehnt.
Diese Art der Mitglieder-Rekrutierung (Kooptation) lässt unter den Mitgliedern ein starkes Zusammengehörigkeitsgefühl entstehen. Sie kann allerdings auch zu geschlossenen und kohäsiven Gruppen führen, da die Mitglieder meistens ihresgleichen rekrutieren und Andersdenkende durch die eigene Einigkeit ausschließen können. Nach Ansicht der Rotarier werden so allerdings die besten Kräfte einer Region für ihre Gemeinschaft gewonnen.

### Unterorganisationen

#### Intercountry Committees (ICC)
Durch Internationale Länderausschüsse und weitere Kontaktstellen mit je einer Deutschen Sektion werden Internationale Ländertreffen organisiert, die das gegenseitige Verständnis von Rotariern verschiedener Länder fördern, Clubs und Distrikten bei der Schaffung von Kontakten zu Clubs und Distrikten anderer Länder unterstützen. Ein besonderes Ziel ist die transnationale Durchführung von Weltgemeindienstprojekten.

#### Fellowships
Rotary Fellowships sind selbständige, internationale Gruppen, die einem gemeinsamen Interesse nachgehen. Ihre Mitglieder sind im Regelfall Rotarier, Ehepartner von Rotariern und Rotaracter. Die verbindenden Gemeinsamkeiten einer Fellowship können Freizeitaktivitäten (Sport, Hobbys), berufliche Interessen oder besondere Dienstmöglichkeiten sein. Im Mittelpunkt steht bei ihnen clubübergreifend Spaß zu haben und Rotary zu erleben. Jede Fellowship besitzt eine weltumspannende Dachorganisation und ist in regional gebildete Chapter, die oft länderübergreifend organisiert sind, gegliedert.

#### Rotaract
Rotaract steht für „Rotary in action“. Die Organisation wurde in den 1960er Jahren von Rotary International gegründet, um unter jungen Menschen im Alter von 18 bis 30 Jahren die Entwicklung von Verantwortungsbewusstsein, internationalem Geist und ethischen Grundsätzen zu fördern. Sie besteht aus einzelnen Clubs, in denen sich junge Menschen engagieren, und ruht auf den drei Säulen „Lernen – Helfen – Feiern“.
Rotaract ist eine weltumspannende Gemeinschaft mit Clubs in mehr als 184 Ländern. Mehr als 250.000 Mitglieder gehören rund 11.000 Rotaract Clubs (RAC) an. In Deutschland engagieren sich derzeit fast 3000 Mitglieder in 192 Clubs (Stand: Februar 2025).
Jeder Rotaract Club wird in Patenschaft eines Rotary Clubs oder eines anderen Rotaract Clubs gegründet. Die deutschen Rotaract Clubs sind in 15 Distrikten zusammengefasst, die den rotarischen Distrikten entsprechen, jedoch keine Entsprechung in den Landesgrenzen finden. Die Clubs wählen jährlich einen Distriktsprecher, der die Kommunikation zwischen den Clubs fördert und den Distrikt im Rotaract Deutschland Komitee (RDK) vertritt. Das RDK besteht weiterhin aus acht Ressorts und einem Vorsitzenden, welche die Clubs infrastrukturell unterstützen und informieren. Darüber hinaus werden mehrere Beisitzer, mit welchen der Vorsitzende Themenschwerpunkte für das Jahr festlegt, bestimmt. Zusätzlich ist der Rotaract- und Interact Beauftragter des Deutschen Governorrates automatisch Teil des RDKs.
2020 hat das R.I. Board of Directors beschlossen, die Rotaract Clubs den Rotary Clubs bis 2022 gleichzustellen. Dies beinhaltete u. a. die Aufhebung der Altersobergrenze, die eigenständige Teilnahme an Global Grants sowie die eigenständige Gründung weiterer RAC.

#### Interact
Interact wurde im Jahr 1962 durch den Weltpräsidenten von Rotary International in Melbourne, Florida, USA gegründet, um unter Jugendlichen im Alter von zwölf bis achtzehn Jahren persönliches und gesellschaftliches Engagement zu fördern. Die Organisation besteht aus einzelnen Clubs, in denen sich die Jugendlichen engagieren. Das Motto von Interact lautet ebenfalls „Lernen – Helfen – Feiern“. Interact Clubs werden von Rotary Clubs gesponsert und bieten so den Teilnehmern des Jugendaustauschprogramms die Möglichkeit, einheimische Mitglieder kennenzulernen.
Interact ist zu Beginn des 21. Jahrhunderts eine weltweite Gemeinschaft aus über 200.000 Mitgliedern in mehr als 10.700 Interact Clubs (IAC) in 109 Ländern.

#### Inner Wheel
Inner Wheel ist eine internationale Frauenvereinigung, deren Mitglieder weibliche Angehörige von Rotariern sind. Sie stammt aus der Zeit, als Frauen der Eintritt zu Rotary verwehrt war, so dass Inner Wheel als eine eng mit Rotary verbundene Organisation für Frauen errichtet wurde. Auch weibliche Mitglieder von Rotaract, Ehefrauen und Mütter von Rotaractlern, sowie aktive und ehemalige Rotarierinnen haben Zugang zu Inner Wheel. Seit 2003 können auch außerordentliche Mitglieder ohne Verbindung zu Rotary aufgenommen werden.
International Inner Wheel ist eine eigenständige Frauenorganisation und gehört mit circa 110.000 Mitgliedern in über 105 Ländern zu den größten der Welt. In Deutschland gibt es annähernd 8200 Mitgliedern in 7 Distrikten und 218 örtlichen Clubs (Stand 2024). Die historischen Wurzeln sind bei Rotary.

#### Rotex
Rotex (Rotary Exchange – ex steht auch für ehemalig) ist eine Organisation unter dem Dach von Rotary International, welche dort auf Distriktebene aufliegt und den Jahresschüleraustausch von Rotary unterstützt. Ein Beispiel dafür ist das Patenprogramm in der Schweiz, bei dem Rotexmitglieder als Paten neuen Austauschschülern zur Seite stehen. Außerdem organisiert der Verein regelmäßig Treffen und Aktivitäten, bei denen Erfahrungen ausgetauscht werden sollen.
Die Mitglieder von Rotex (auch Rotexer genannt) sind überwiegend ehemalige Jahresaustauschschüler, die mit Rotary im Ausland waren. Es gibt aber auch immer wieder Mitglieder, die entweder nicht mit Rotary oder gar nicht an einem Schüleraustausch teilgenommen haben. Genauso wie für den Schüleraustausch mit Rotary ist es für die Aufnahme bei Rotex keine Voraussetzung, dass Eltern Rotarier sind. Es ist sogar so, dass nur ein kleiner Teil der Mitglieder bei Rotex verwandtschaftliche Beziehungen zu Rotary hat.
Da sich die Struktur und Arbeit einzelner Rotex-Clubs von Distrikt zu Distrikt unterscheiden, gab es in den vergangenen Jahren verstärkte Bemühungen, mithilfe internationaler Konferenzen den Erfahrungsaustausch unter Rotexern zu vereinfachen und die distriktübergreifende Kooperationen auszubauen. Die erste „International Rotex Convention“ wurde 2012 in Bordeaux veranstaltet und seitdem werden im Zweijahresrhythmus Rotex-Konferenzen organisiert.

## Auswahl bekannter Rotarier
Hier werden nur Rotarier von nationaler bzw. internationaler Bedeutung aufgeführt.

### Aus dem deutschsprachigen Raum
| - Konrad Adenauer (1876–1967), erster deutscher Bundeskanzler - Heinz Josef Algermissen (* 1943), ehemaliger Bischof von Fulda - Götz Alsmann (* 1957), deutscher Entertainer - Ernst Benda (1925–2009), Präsident des Bundesverfassungsgerichts - Roland Berger (* 1937), deutscher Unternehmensberater - Friedrich Bergius (1884–1949), deutscher Chemienobelpreisträger - Ole von Beust (* 1955), ehemaliger Erster Bürgermeister von Hamburg - Friedrich Blume (1893–1975), deutscher Musikwissenschaftler - Hans-Rudolf Boehmer (* 1938), ehemaliger Inspekteur der Deutschen Marine - Gerhard Cromme (* 1943), ehemaliger Aufsichtsratsvorsitzender von Siemens und von Thyssen-Krupp - Udo Di Fabio (* 1954), ehemaliger Richter des Bundesverfassungsgerichts - Michael Eichberger (* 1953), ehemaliger Richter des Bundesverfassungsgerichts - Heinz Engl (* 1953), ehemaliger Rektor der Universität Wien - Johannes Friedrich (* 1948), ehemaliger evangelischer Landesbischof in Bayern - Hans-Dietrich Genscher (1927–2016), deutscher Außenminister - Klaus Lugger (* 1948), Geschäftsführer - Karl-Theodor zu Guttenberg (* 1971), ehemaliger deutscher Verteidigungsminister - Herbert Hainer (* 1954), ehemaliger Vorstandschef bei Adidas - Wolfgang A. Herrmann (* 1948), Chemiker und bis 2019 Präsident der Technischen Universität München - Roman Herzog (1934–2017), deutscher Bundespräsident - Dieter Hundt (* 1938), ehemaliger Arbeitgeberpräsident - Hans-Joachim Jentsch (1937–2021), Richter des Bundesverfassungsgerichts - Gerhard Joppich (1903–1992), Kinderarzt - Karl Jordan (1907–1984), Historiker - Albert Keller (1932–2010), Jesuit, Philosoph, Hochschullehrer und Hochschulpräsident - Jürgen Kellermeier (1939–2009), Programmdirektor des NDR-Fernsehens - Klaus Kinkel (1936–2019), deutscher Außenminister - Paul Kirchhof (* 1943), ehemaliger Richter des Bundesverfassungsgerichts - Holger Knaack, erster deutscher Präsident von Rotary International - Klaus von Klitzing (* 1943), deutscher Physiker und Nobelpreisträger - Horst Köhler (1943–2025), deutscher Bundespräsident | - Hans Küng (1928–2021), Schweizer Theologe - Otto Graf Lambsdorff (1926–2009), deutscher Bundeswirtschaftsminister - Armin Laschet (* 1961), ehemaliger Ministerpräsident von Nordrhein-Westfalen - Karl Lehmann (1936–2018), Bischof von Mainz und Kardinal - Thomas de Maizière (* 1954), ehemaliger deutscher Bundesminister des Innern und der Verteidigung - Thomas Mann (1875–1955), deutscher Schriftsteller - Reinhard Marx (* 1953), Erzbischof von München und Freising sowie Kardinal - Friedrich Merz (* 1955), zehnter deutscher Bundeskanzler - Ernst Messerschmid (* 1945), deutscher Physiker und ehemaliger Astronaut - Walter Mixa (* 1941), ehemaliger Bischof von Augsburg und ehemaliger katholischer Militärbischof - Franz-Josef Paefgen (* 1946), ehemaliger Vorstandsvorsitzender von Bentley - Hans-Jürgen Papier (* 1943), ehemaliger Präsident des Bundesverfassungsgerichts - Ferdinand Piëch (1937–2019), Aufsichtsratsvorsitzender von Volkswagen - Heribert Prantl (* 1953), deutscher Journalist - Thilo Sarrazin (* 1945), ehemaliges Vorstandsmitglied der Bundesbank, Autor - Christian Schad (* 1958), ehemaliger Kirchenpräsident - Walter Scheel (1919–2016), deutscher Bundespräsident - Helmut Schlesinger (1924–2024), Präsident der Deutschen Bundesbank - Peter Schneider (1920–2002), Schweizer Rechtswissenschaftler - Gerald Schöpfer (* 1944), Präsident Österreichisches Rotes Kreuz - Albert Schweitzer (1875–1965), deutsch-französischer Friedensnobelpreisträger - Horst Seehofer (* 1949), deutscher Bundesinnenminister - Erwin Teufel (* 1939), ehemaliger Ministerpräsident von Baden-Württemberg - Viktor Tobiasch (1912–1992), Gründungspräsident des Rotary-Clubs Isny-Wangen, Tischtennis-Vizeweltmeister, Professor für Innere Medizin - Andreas Voßkuhle (* 1963), Präsident des Bundesverfassungsgerichts - Wolfgang Wagner (1919–2010), Leiter der Bayreuther Festspiele - Stephan Weil (* 1958), niedersächsischer Ministerpräsident - Richard von Weizsäcker (1920–2015), deutscher Bundespräsident - Martin Winterkorn (* 1947), ehemaliger Vorstandsvorsitzender von Volkswagen |

### Aus dem nicht-deutschsprachigen Ausland
| - Bernard Accoyer (* 1945), Präsident der französischen Nationalversammlung - Roald Amundsen (1872–1928), norwegischer Polarforscher - Lance Armstrong (* 1971), amerikanischer Radrennfahrer - Neil Armstrong (1930–2012), amerikanischer Astronaut, erster Mensch auf dem Mond - Ásgeir Ásgeirsson (1894–1972), Staatspräsident von Island - George W. Bush (* 1946), US-Präsident - Carl XVI. Gustaf (* 1946), König von Schweden - Jimmy Carter (1924–2024), US-Präsident - Neville Chamberlain (1869–1940), britischer Premierminister - Jackie Chan (* 1954), internationaler Filmschauspieler - Charles III. (* 1948), britischer Monarch - Winston Churchill (1874–1965), britischer Premierminister und Literaturnobelpreisträger - Tom DeLay (* 1947), Mehrheitsführer im US-Abgeordnetenhaus - Walt Disney (1901–1966), US-amerikanischer Filmproduzent - Thomas A. Edison (1847–1931), US-amerikanischer Erfinder - Dwight Eisenhower (1890–1969), US-Präsident - Gerald Ford (1913–2006), US-Präsident - Suleiman Frangieh (1910–1992), Präsident des Libanon - Bill Gates (* 1955), US-amerikanischer Software-Unternehmer - Warren G. Harding (1865–1923), US-Präsident | - Hassan II. (1929–1999), König von Marokko - Edmund Hillary (1919–2008), neuseeländischer Bergsteiger - Herbert Hoover (1874–1964), US-Präsident - John F. Kennedy (1917–1963), US-Präsident - Charles Lindbergh (1902–1974), US-amerikanischer Pilot - Bernhard zur Lippe-Biesterfeld (1911–2004), niederländischer Prinzgemahl - Richard Nixon (1913–1994), US-Präsident - Philip, Duke of Edinburgh (1921–2021), Prinzgemahl der britischen Königin Elisabeth II. - Emilio Pucci (1914–1992), italienischer Modedesigner - Rainier III. (1923–2005), Fürst von Monaco - Fidel Ramos (1928–2022), Präsident der Philippinen - Ronald Reagan (1911–2004), US-Präsident - Franklin D. Roosevelt (1882–1945), US-Präsident - Nicolas Sarkozy (* 1955), französischer Präsident - Ratan Tata (1937–2024), CEO der Tata-Gruppe - Margaret Thatcher (1925–2013), Premierministerin des Vereinigten Königreichs - Harry Truman (1884–1972), US-Präsident - Woodrow Wilson (1856–1924), US-Präsident - Orville Wright (1871–1948), US-amerikanischer Flugzeugbauer |

## Auszeichnungen
Für besondere Verdienste verleiht Rotary International den Paul Harris Fellow (PHF). Diese Auszeichnung kann sowohl an Rotarier als auch an Nichtrotarier verliehen werden. Sie ist die höchste Anerkennung für Persönlichkeiten, die sich für die Ziele oder um Rotary International verdient gemacht haben.

## Kritik
Von verschiedenen Seiten werden die Rotary Clubs wie auch andere Service-Clubs als „teilweise recht elitär“ beschrieben.